# Wieszwile
Wieszwile (lit. Viešvilė) – miasteczko na Litwie, położone w okręgu tauroskim w rejonie jurborskim, siedziba starostwa Wieszwile, 24 km na zachód od Jurborka i 37 km na wschód od Pojegów, 1 045 mieszkańców (2001). 
Znajduje się tu kościół katolicki z XIX wieku, szkoła i poczta. Przebiega tędy droga KK141 Kowno-Kłajpeda. W pobliżu rezerwat przyrody Viešvilė, położony na terenie torfowisk i podmokłego lasu, służący ochronie m.in. ptaków.